# Marc-André Grondin
Marc-André Grondin (Montreal, 11 de março de 1984) é um ator canadense.
Mais conhecido por seu desempenho como Zachary Beaulieu em C.R.A.Z.Y. - Loucos de amor (2005) do diretor Jean-Marc Vallée, pelo qual ganhou um prêmio Jutra. Seu pai é canadense e sua mãe é mexicana.

## Filmografia
| Year | Title                              | Role                                  | Notes                                                                       |
| ---- | ---------------------------------- | ------------------------------------- | --------------------------------------------------------------------------- |
| 1989 | Un Signe de Feu                    | Guillaume Poliquin                    | Serie de TV                                                                 |
| 1991 | Nelligan                           | Criança (Catedral)                    |                                                                             |
| 1992 | Ma Soeur, Mon Amour                | Gaétan (Criança)/Jérôme               |                                                                             |
| 1992 | La Fenêtre                         | Alain                                 |                                                                             |
| 1993 | Les Intrépides                     | Nellito                               | Serie de TV                                                                 |
| 1994 | La Fête des Rois                   | Benjamin                              |                                                                             |
| 1995 | Sous un Ciel Variable              | Simon Egger-Tanguay                   | Serie de TV                                                                 |
| 1995 | Les Fleurs Magiques                | DJ                                    | Curta Metragem                                                              |
| 2002 | Les Super Mamies                   | Martin Lafond-Cloutier                | Serie de TV                                                                 |
| 2003 | Watatatow                          | Karl Godin                            | Serie de TV                                                                 |
| 2005 | C.R.A.Z.Y.                         | Zachary Beaulieu (age 15 to 21)       | Premio Jutra para melhor ator.                                              |
| 2006 | Nos Étés                           | André-Jules Belzile                   | TV Series                                                                   |
| 2006 | La Belle Bête                      | Patrice                               |                                                                             |
| 2007 | Les Cerfs-Volants                  | Ludo                                  | TV Movie                                                                    |
| 2008 | Che: Part Two                      | Régis Debray                          |                                                                             |
| 2008 | Le premier jour du reste de ta vie | Raphaël Duval                         | Prêmio César de Ator Mais Promissor                                         |
| 2008 | Bouquet Final                      | Gabriel                               |                                                                             |
| 2009 | 5150 Elm's Way                     | Yannick Bérubé                        |                                                                             |
| 2010 | Bus Palladium                      | Lucas                                 |                                                                             |
| 2010 | The Chameleon                      | Frédéric Fortin/Nicholas Mark Randall |                                                                             |
| 2010 | Les Lignes Ennemies                | Ti-Cul                                | Short Film                                                                  |
| 2010 | Insoupçonnable                     | Sam                                   |                                                                             |
| 2011 | Mike                               | Mike                                  |                                                                             |
| 2011 | Goon                               | Xavier LaFlamme                       |                                                                             |
| 2011 | Le Bonheur des Autres              | Sylvain                               |                                                                             |
| 2012 | L'Affaire Dumont                   | Michel Dumont                         | Nomeado para melhor ator em um papel principal no 1º Canadian Screen Awards |
| 2012 | L'Homme Qui Rit                    | Gwynplaine                            |                                                                             |
| 2013 | Vic and Flo Saw a Bear             |                                       |                                                                             |
| 2013 | The End of Pinky                   | Narração em Francês                   |                                                                             |
| 2014 | Tu dors Nicole                     |                                       |                                                                             |
| 2015 | After the Ball                     | Daniel                                |                                                                             |
| 2015 | Spotless                           | Jean Bastière                         | TV Series                                                                   |
| 2015 | April and the Twisted World        | Julius                                |                                                                             |
| 2016 | Goon: Last of the Enforcers        | Xavier LaFlamme                       |                                                                             |